# 허문도
허문도(許文道, 1940년 2월 26일~2016년 3월 5일)는 대한민국의 언론인을 지낸 정치인이다.
제5공화국 시기에 허삼수, 허화평, 허문도를 일컬었던 '삼허'(3許) 중 한 명이었다. 12·12의 주역들과 함께 하며 전두환의 최측근이 되었다. 조선일보 출신으로 보도지침, 언론통폐합 등을 주도했다.
2016년 3월 5일에 분당서울대병원에서 숙환으로 사망하였다.

## 학력
- 부산고등학교 졸업
- 서울대학교 농과대학 농학과 학사
- 일본 도쿄 대학교 대학원 사회학과 사회과학 석사
- 일본 도쿄 대학교 대학원 사회학과 사회과학 박사 수료

## 경력
- 1964년: 조선일보 기자
- 1974년~1978년: 조선일보 동경특파원
- 1979년: 조선일보 외신부 차장, 주일대사관 공보관
- 1980년: 중앙정보부 부장비서실장, 국가보위입법회의 문공분과 위원, 대통령비서실 정무제1비서관
- 1982년 1월~1984년 10월: 제7대 문화공보부 차관
- 1984년~1986년 8월: 대통령비서실 정무제1수석비서관
- 1986년 8월~1988년 2월: 제13대 국토통일원 장관
- 1999년 5월~1999년 12월: 불교텔레비전 사장(사임)

## 허문도를 연기한 배우
- 1995년 송영창 - 제4공화국 MBC 드라마
- 2005년 이희도 - 제5공화국 MBC 드라마

## 가족 관계
- 아버지(1919년 1월 1일~1962년 6월 6일)
- 어머니(전주 최씨, 1915년 3월 5일~2007년 10월 16일)
- 배우자: 이수경(1948년 9월 24일~)